# 반다이
주식회사 반다이(영어: Bandai Co., Ltd., 일본어: 株式会社バンダイ)는 일본의 완구 회사이다. 현재는 반다이 남코 홀딩스의 자회사이다.

## 같이 보기
- en:Bandai Museum
- en:Mugen Puchipuchi
- Family Fun Fitness Pad
- 건담
- 닌텐도
- 다카라토미
- 플라스틱모델